# 拉迪格与内岛区
拉迪格與內島區（法語：La Digue et les îles Intérieures）是塞舌爾的25個行政區之一，組成的島嶼包括位於普拉蘭島以東的第四大島拉迪格島，還有其他面積較小的內島，面積為41.7平方公里，2009年居民人數是2,214。